# Linzer Stadion
Le Linzer Stadion était un stade omnisports situé à Linz en Autriche dont le club résident était le LASK Linz. Le stade dispose d'une capacité de 20 500 places.

## Utilisations du stade

### Événements sportifs
Le Linzer Stadion est l'hôte de deux finales de la supercoupe d'Autriche. La première finale a lieu le 25 juillet 1990 devant 12 000 spectateurs. Le match Austria Vienne-Tirol Innsbruck est remporté 5-1 par l'Austria. La deuxième finale a lieu le 5 juillet 1997 devant 4 000 spectateurs. Le match Red Bull Salzbourg-Sturm Graz est remporté 1-0 par le Red Bull.
Il est l'hôte de trois finales de la coupe d'Autriche en 1965, 1967 et 1978.
Il accueille quatre rencontres du Championnat d'Europe de football des moins de 19 ans 2007, dont trois matchs de phase de groupe et la finale.
En 2020, le LASK prévoit de construire un nouveau stade à la place du Linzer Stadion, un stade uniquement destiné au football. Le Linzer Stadion sera démoli en 2021. Le nouveau stade construit au même endroit est inauguré le 17 février 2023, il comporte 19 080 places et se nomme Raiffeisen Arena.

### Équipe d'Autriche
L'équipe d'Autriche de football dispute huit rencontres au Linzer Stadion.

## Événements
- Finale de la Coupe d'Autriche, 1965, 1967 et 1978
- Finale de la Supercoupe d'Autriche, 1990 et 1997
- Championnat d'Europe de football des moins de 19 ans 2007